# Liste von Komplexitätsklassen
Dies ist eine Liste von Komplexitätsklassen, die in der Komplexitätstheorie betrachtet werden. 
Die Klassen verwenden in ihren Definitionen verschiedene Maschinenmodelle. Die wichtigsten Modelle sind Turingmaschinen; diese können deterministisch, nichtdeterministisch oder probabilistisch arbeiten. Als Komplexitätsmaß werden vor allem Zeitkomplexität und Speicherplatzkomplexität betrachtet (in Abhängigkeit von der Problemgröße bzw. Eingabelänge n). Die Abschätzung von konkreter Laufzeit oder Speicherplatzverbrauch wird durch die Landau-Notation ausgedrückt.
Für jede Klasse ist – falls möglich – die Definition in der DTIME-, DSPACE-, NTIME- oder NSPACE-Notation, sowie eine kurze natürlichsprachige Erklärung angegeben. 
| Bezeichnung        | Definition                                                  | Beschreibung |
| ------------------ | ----------------------------------------------------------- | --- |
| #P                 |                                                             | |
| #P-vollständig     |                                                             | Die schwierigsten Probleme in #P. |
| AM                 |                                                             | In Polynomialzeit durch ein Arthur-Merlin-Protokoll (s. engl) lösbar.                                                                      |
| BPP                |                                                             | In Polynomialzeit mit geringer Fehlerwahrscheinlichkeit durch eine probabilistische Turingmaschine lösbar.                                 |
| BQP                |                                                             | In Polynomialzeit mit geringer Fehlerwahrscheinlichkeit durch einen Quantencomputer lösbar.                                                |
| Co-NP              |                                                             | Lösungen sind in Polynomialzeit falsifizierbar.                                                                                            |
| DSPACE(f(n))       |                                                             | Von einer deterministischen Turingmaschine auf O(f(n)) Platz lösbar.                                                                       |
| DTIME(f(n))        |                                                             | Von einer deterministischen Turingmaschine in O(f(n)) Zeit lösbar.                                                                         |
| E                  | {\displaystyle \bigcup _{c>0}{\mbox{DTIME}}(2^{cn})}        | Von einer deterministischen Turingmaschine in Exponentialzeit mit linearem Exponenten lösbar.                                              |
| ESPACE             | {\displaystyle \bigcup _{c>0}{\mbox{DSPACE}}(2^{cn})}       | Von einer deterministischen Turingmaschine auf linear exponentiellem Platz lösbar.                                                         |
| EXP                |                                                             | Andere Bezeichnung für EXPTIME. |
| EXPSPACE           | {\displaystyle \bigcup _{c>0}{\mbox{DSPACE}}(2^{n^{c}})}    | Von einer deterministischen Turingmaschine auf exponentiellem Platz lösbar.                                                                |
| EXPTIME            | {\displaystyle \bigcup _{c>0}{\mbox{DTIME}}(2^{n^{c}})}     | Von einer deterministischen Turingmaschine in exponentieller Zeit lösbar.                                                                  |
| FP                 |                                                             | In Polynomialzeit berechenbare Funktionen.                                                                                                 |
| FPT                |                                                             | Von einem parametrisierten Algorithmus lösbar (Fixed Parameter Tractable)                                                                  |
| L                  | {\displaystyle {\mbox{DSPACE}}(\log(n))}                    | Von einer Turingmaschine auf logarithmischem Platz lösbar.                                                                                 |
| LOGSPACE           |                                                             | Andere Bezeichnung für L. |
| NC                 |                                                             | In polylogarithmischer Zeit auf einer parallelen Registermaschine mit polynomiell vielen Prozessoren lösbar.                               |
| NE                 | {\displaystyle \bigcup _{c>0}{\mbox{NTIME}}(2^{cn})}        | Von einer nichtdeterministischen Turingmaschine in linear exponentieller Zeit lösbar.                                                      |
| NESPACE            | {\displaystyle \bigcup _{c>0}{\mbox{NSPACE}}(2^{cn})}       | Von einer nichtdeterministischen Turingmaschine auf linear exponentiellem Platz lösbar.                                                    |
| NEXP               |                                                             | Andere Bezeichnung für NEXPTIME |
| NEXPSPACE          | {\displaystyle \bigcup _{c>0}{\mbox{NSPACE}}(2^{n^{c}})}    | Von einer nichtdeterministischen Turingmaschine auf exponentiellem Platz lösbar.                                                           |
| NEXPTIME           | {\displaystyle \bigcup _{c>0}{\mbox{NTIME}}(2^{n^{c}})}     | Von einer nichtdeterministischen Turingmaschine in exponentieller Zeit lösbar.                                                             |
| NL                 | {\displaystyle \bigcup _{c>0}{\mbox{NSPACE}}(\log ^{c}(n))} | Von einer nichtdeterministischen Turingmaschine auf logarithmischem Platz lösbar.                                                          |
| NLOGSPACE          |                                                             | Andere Bezeichnung für NL. |
| NP                 | {\displaystyle \bigcup _{c>0}{\mbox{NTIME}}(n^{c})}         | Von einer nichtdeterministischen Turingmaschine in polynomieller Zeit lösbar.                                                              |
| NP-vollständig     |                                                             | Die schwierigsten Probleme in NP. |
| NP-schwierig       |                                                             | Probleme, auf die sich alle NP-Probleme in Polynomialzeit reduzieren lassen.                                                               |
| NPSPACE            | {\displaystyle \bigcup _{c>0}{\mbox{NSPACE}}(n^{c})}        | Von einer nichtdeterministischen Turingmaschine auf polynomiellem Platz lösbar. Entspricht PSPACE.                                         |
| NSPACE(f(n))       |                                                             | Von einer nichtdeterministischen Turingmaschine auf O(f(n)) Platz lösbar.                                                                  |
| NTIME(f(n))        |                                                             | Von einer nichtdeterministischen Turingmaschine in O(f(n)) Zeit lösbar.                                                                    |
| P                  | {\displaystyle \bigcup _{c>0}{\mbox{DTIME}}(n^{c})}         | Von einer deterministischen Turingmaschine in Polynomialzeit lösbar.                                                                       |
| P-vollständig      |                                                             | Die schwierigsten Probleme in P. |
| POLYKERNEL         |                                                             | Parametrisierte Probleme, deren Instanzen (I,k) Problemkerne haben, deren Größe durch ein Polynom in k beschränkt ist.                     |
| PH                 |                                                             | Die Vereinigung aller Klassen in der Polynomialzeithierarchie.                                                                             |
| PP                 |                                                             | Von einer probabilistischen Turingmaschine in Polynomialzeit lösbar, die Antwort ist in mehr als der Hälfte der Fälle richtig.             |
| PSPACE             | {\displaystyle \bigcup _{c>0}{\mbox{DSPACE}}(n^{c})}        | Von einer deterministischen Turingmaschine auf polynomiellem Platz lösbar. (Entspricht NPSPACE)                                            |
| PSPACE-vollständig |                                                             | Die schwierigsten Probleme in PSPACE. |
| RL                 |                                                             | Von einer probabilistischen Turingmaschine auf logarithmischen Platz lösbar („Ja“-Antwort ist immer, „Nein“-Antwort ist meistens richtig). |
| RP                 |                                                             | Von einer probabilistischen Turingmaschine in polynomieller Zeit lösbar („Ja“-Antwort ist immer, „Nein“-Antwort ist meistens richtig).     |
| SL                 |                                                             | Probleme, die auf USTCON log-space-reduzierbar sind. Entspricht L.                                                                         |
| W[n]               |                                                             | Probleme, die von einem Weft n Schaltnetz gelöst werden können                                                                             |
| W[n,h]             |                                                             | Probleme, die von einem Weft n Schaltnetz mit Höhe h gelöst werden können                                                                  |
| ZPP                |                                                             | Probleme, die probabilistisch von einer NTM mit immer richtigen Antwort aber u. U. in von average case abweichender Laufzeit gelöst werden |